# Верхняя Матвеевка
Ве́рхняя Матве́евка — деревня в Рыльском районе Курской области. Входит в состав Никольниковского сельсовета.

## География
Деревня находится на реке Амонька (в бассейне Сейма), в 115 км западнее Курска, в 22 км к северо-западу от районного центра — города Рыльск, в 7,5 км от центра сельсовета — Макеево.
Климат
Верхняя Матвеевка, как и весь район, расположена в поясе умеренно континентального климата с тёплым летом и относительно тёплой зимой (Dfb в классификации Кёппена).

## Население
| 2002 | 2010 |
| ---- | ---- |
| 12   | ↘3   |

## Инфраструктура
Личное подсобное хозяйство.

## Транспорт
Верхняя Матвеевка находится в 15,5 км от автодороги регионального значения 38К-017 (Курск — Льгов — Рыльск — граница с Украиной), в 8 км от автодороги 38К-040 (Хомутовка — Рыльск — Глушково — Тёткино — граница с Украиной), в 3 км от автодороги межмуниципального значения 38Н-345 (38К-017 — Большегнеушево с подъездом к с. Макеево), в 23 км от ближайшей ж/д станции Рыльск (линия 358 км — Рыльск).
В 188 км от аэропорта имени В. Г. Шухова (недалеко от Белгорода).